# Antonio Langella
Antonio Langella (Napels, 30 maart 1977) is een Italiaanse voetballer.
Hij begon zijn carrière in 1994 bij Castelsardo. In 1999 werd hij gecontracteerd door ASD Torres Calcio, waar hij tot maart 2002 verbleef. In 2002 werd hij overgenomen door Cagliari Calcio waarin hij in vier seizoenen tot 136 wedstrijden en 20 doelpunten kwam.
Voor het seizoen 2007-2008 tekende hij een contract bij Atalanta Bergamo. Hier speelde hij zich in de kijker voor Udinese, dat hem in juni 2008 contracteerde. Vreemdgenoeg verhuurde Udinese Antonio Langella voor het seizoen 2008-2009 aan Chievo Verona. In 2009 trok hij naar AS Bari.

## Erelijst
Deze speler heeft (nog) geen belangrijke prijzen gewonnen.

## Wedstrijden
| Seizoen   | Club                 | Land   | Competitie                       | Wedstrijden | Doelpunten |
| --------- | -------------------- | ------ | -------------------------------- | ----------- | ---------- |
| 1994-1999 | Castelsardo          | Italië | Serie D                          | 114         | 18         |
| 1999-2002 | ASD Torres Calcio    | Italië | Serie C1                         | 77          | 20         |
| 2002-2007 | Cagliari Calcio      | Italië | Serie B                          | 136         | 20         |
| 2007-2008 | Atalanta Bergamo     | Italië | Serie A                          | 27          | 8          |
| 2008-2009 | Udinese              | Italië | Serie A                          | 0           | 0          |
| 2008-2009 | Chievo Verona (huur) | Italië | Serie A                          | 22          | 2          |
| 2009-...  | AS Bari              | Italië | Serie A                          | 9           | 0          |
| Totaal    |                      |        | Laatst bijgewerkt op 22 nov 2010 | 289         | 68         |